# Pavetta uwembae
Pavetta uwembae är en måreväxtart som beskrevs av Alexander Gilli. Pavetta uwembae ingår i släktet Pavetta och familjen måreväxter.
Artens utbredningsområde är Tanzania. Inga underarter finns listade i Catalogue of Life.